# Rhabditida
Rhabditida to rząd nicieni obejmujący rodziny:    
- Cephalobidae
- Myolaimidae
- Panagrolaimidae
- Rhabditidae
- Steinernematidae
- Teratocephalidae